# Moderație
A nu se confunda cu Moderator

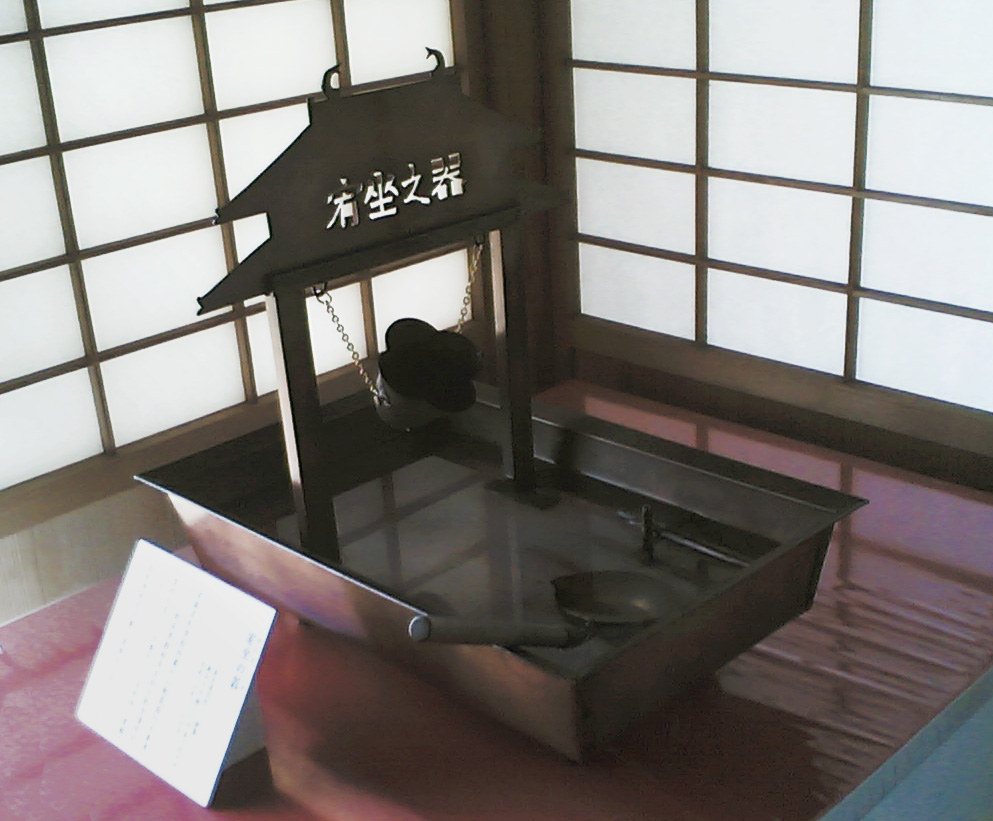
Un exemplu de dispozitiv al unei școli din Ashikaga Gakko (Japonia) pentru a demonstra studenților ce este moderația. Cupa este înclinată când este goală. Pe măsură ce se toarnă apă în cupă, aceasta se apropie de poziția orizontală. Dacă se toarnă prea multă apă, cupa se înclină din nou. Învățătura este, precum în proverbul românesc, „nici prea prea, nici foarte foarte”.

Moderația este procesul de eliminare a extremelor de orice natură, incluzând minimele și maximele. Este utilizat pentru asigurarea normalității în mediul și situația specifică pentru care se aplică. Este relativ sinonimă cu cumpătarea, măsura sau reducerea.
În majoritatea școlilor de gândire, culturilor, civilizațiilor și punctelor de vedere moderația a fost și este considerată o caracteristică morală pozitivă, o virtute.

## Istorie

### Grecia antică
Moderarea este, de asemenea, un principiu al vieții. În Grecia antică, templul lui Apollo de la Delphi a purtat inscripția Meden Agan ("çδ") - "Nimic în exces". A face ceva "cu moderație" înseamna că nu o faci excesiv. De exemplu, cineva care își ameliorează consumul de alimente încearcă să mănânce toate grupurile de alimente, dar limitează consumul de alimente care pot determina efecte dăunătoare asupra nivelurilor inofensive.
Potrivit istoricului și sociologului științei, Steven Shapin:
„ Din pre-Socratice prin corpusul hipocrat și galenic și în scrierile unor asemenea filozofi stoici ca Epictetus și Seneca, sănătatea a fost văzută să curgă de la observarea moderării - în exercițiu, în studiu și în dietă.”

### Altele
Moderarea este o caracteristică a psihicului național suedez, descris mai exact de sinomul suedez Lagom.
Într-un forum pe internet un moderator este cel care aplică regulile.

## Utilizarea termenului
Unele din cele mai cunoscute utilizări ale moderației (fără a se limita doar la acestea) cuprind și:
- Asigurarea acurateței și consistenței în testarea și notarea testelor celor testați (elevi, studenți, adulți, etc.),
- Eliminarea exceselor (minimeler și maximelor) din comportamentul uman,
- Tratarea oamenilor (inclusiv a subalternilor din diverse entități, organizații, companii) pe baze de corectitudine, respect și egalitate,
- un mod de viață încercând a balansa multiplele aspecte ale vieții cotidiene, în societății afalate sub multiple influențe culturale, economice și morale.